# Fan Xiaodong
Fan Xiaodong (范晓冬S, Fàn XiǎodōngP; Zibo, 2 marzo 1987) è un calciatore cinese, difensore svincolato.